# Dimetopia
Dimetopia is een mosdiertjesgeslacht uit de familie van de Bugulidae en de orde Cheilostomatida

## Soorten
- Dimetopia barbata (Lamouroux, 1816)
- Dimetopia cornuta Busk, 1852
- Dimetopia hirta MacGillivray, 1886

Niet geaccepteerde soort:
- Dimetopia spicata Busk, 1852 → Dimetopia barbata (Lamouroux, 1816)